# 遠藤允信
遠藤 允信（えんどう さねのぶ、天保7年（1836年） - 明治32年（1899年）4月20日）は、江戸時代後期（幕末）の仙台藩の重臣。通称は文七郎。次男に速雄。

## 略歴
遠藤氏は代々、伊達氏に仕える重臣として2000石を領していた家柄で、父大蔵は仙台藩家老を務めた。允信は、その長男として仙台城下片平町に生まれた。養賢堂で朱子学を学び、山鹿素行に私淑して水戸学に傾倒した。允信は安政元年（1854年）、家督を継いで藩主・伊達慶邦に仕えた。允信の容貌は面長で鼻高く、目涼しく、身長も高く、言語明快、気品が高くて風格があったといわれる。
気性の激しい人物だったともいわれ、文久2年（1862年）に伊達慶邦の命令で上洛すると尊王攘夷派に共鳴し、帰国すると仙台藩の藩論を尊王攘夷でまとめ上げようとした。朝廷に勤王の意を披瀝すべきという允信の建言は藩当局に受け入れられ、また、関白近衛忠煕に対しては諸藩に攘夷実行をうながすことを誓っている。
ところが同じく重臣の但木土佐は佐幕派であり、允信の尊王攘夷に反対して対立する。若い允信は但木との政争に敗れて閉門の処分を受け、領地の栗原郡川口に蟄居、隠棲した。戊辰戦争終結後に罪を許されて奉行に復帰し、仙台藩の戦後処理や版籍奉還などに貢献した。
晩年は塩竈神社の宮司になっている。明治32年（1899年）に死去した。享年64。
次男の遠藤速雄は、明治・大正時代の円山派の日本画家として活動した。
明治41年（1908年）、従四位を追贈された。